# Larry Warbasse
Lawrence “Larry” Warbasse (født 28. juni 1990 i Dearborn) er en cykelrytter fra USA, der er kører for Tudor Pro Cycling Team.